# Huawei Mate 60
Huawei Mate 60 — смартфон 2023 года выпуска китайской компании Huawei, флагман серии «Mate» (Pro / Pro+ / RS), оснащен чипсетом Kirin 9000s (SoC), который разработан инженерным подразделением «Хуавей» HiSilicon и произведен на фабрике SMIC.
Телефон позволяет выполнять 4К-видеосъёмку и макросъёмку, поддерживает мобильную связь 5G и спутниковую связь.
Выход телефона (Mate Pro) на рынок спровоцировал фондовый бум в Китайской Народной Республике.